# 中野市立図書館
中野市立図書館（なかのしりつとしょかん）は、長野県中野市にある公共図書館。中野市大字西条にある市立図書館と、大字赤岩にある北部分館、大字安源寺にある西部分館、大字豊津にある豊田分館の4館からなる。2016年3月末現在での蔵書数は、中野市立図書館が205,744冊、分館の3館合計で36,501冊。年間貸出数は175,411冊である（2015年度統計）。

## 歴史
1902年（明治35年）12月に長野県下高井郡大黒町（現、中野市）に小野幾之助により設立された私設文庫が始まりである。中野町中野銀行役員であった小野は、父安太郎の還暦記念に図書館の設立を思い立ち、当時の価格で2,100円を投じて「中野文庫」として開設した。
私設文庫としては帝国教育会付属図書館、伊勢神宮林崎文庫とともに全国的に有名であったが、小野自身の転居等により維持が困難になり5年後には閉鎖された。蔵書は中野町に寄贈され、書籍類は中野尋常小学校に移管され1917年（大正6年）12月に町立図書館として再開した。
1946年（昭和21年）8月に中野公民館図書部となる。1954年（昭和29年）7月に合併により中野市となり、各町村の図書部が統合されて中野市公民館図書部となる。1958年（昭和33年）4月に中野市公民館図書部から独立し中野市立図書館が誕生した。
2006年7月、それまで本館のみで利用可能であった図書館カードが分館でも利用できるようになり、本館および3分館が相互にネットワーク化され、所蔵場所を問わず本の貸し出し予約が可能になった。

### 年表
- 1902年（明治35年）12月 - 小野幾之助が私設文庫を開設[9]
- 1917年（大正6年）12月 - 町立図書館として再開[10]
- 1946年（昭和21年）8月 - 中野公民館図書部に組織改編[11]
- 1954年（昭和29年）7月 - 中野市公民館図書部に組織改編[11]
- 1958年（昭和33年）4月 - 中野市立図書館に組織改編[12]
- 1993年（平成5年）6月 - 現中野市立図書館が開館[13]
- 2001年（平成13年）7月 - 図書館業務のコンピュータ化[13]

## 建物概要
- 所在地 - 中野市大字西条1000番地
- 構造 - 鉄筋コンクリート構造、2階建て
- 延床面積 - 2700m2

## 分館

### 北部分館
- 所在地：中野市赤岩 1447 （北部公民館内）

### 西部分館
- 所在地：中野市安源寺 666-1 （西部民館内）

### 豊津分館
- 所在地：中野市豊津 2509 （豊田公民館内）